# 福特维尔 (北达科他州)
福特维尔（英語：Fordville），是美国北达科他州下属的一座城市。根据2010年美国人口普查，该市有人口212人。2011年估计该市有人口210人，相对于2010年，增长率为?0.94%。